# Mario el epicúreo
Mario el epicúreo es una novela filosófica del escritor inglés Walter Pater publicada en 1885. Su trama se desarrolla en la Roma de los Antoninos (concretamente de Marco Aurelio). La novela es la realización del ideal de Pater de una vida estética, su culto a la belleza y su teoría del efecto estimulante en la búsqueda de la belleza como un ideal en sí mismo.
Consciente de su creciente influencia y al tanto de que la «conclusión» de su anterior libro, Estudios de la historia del Renacimiento (1873), podría ser malinterpretada como amoral, Pater intentó clarificar y ejemplificar sus ideas por medio de esta novela. Los antecedentes de lo que vendría a llamarse el Movimiento estético pueden ser parcialmente encontrados en estos dos libros; y su impacto puede sentirse particularmente en uno de los líderes de este movimiento, Oscar Wilde, antiguo alumno de Pater en Oxford.
El principio y el final de la novela muestran la nostalgia que el autor sentía por el ambiente, los rituales y las creencias religiosas que él había perdido. Por otra parte, la novela tiene un importante componente filosófico, sobre todo en torno al epicureísmo y el estoicismo.
- Datos: Q5477441